# Vasîlkî, Lohvîțea
Vasîlkî (în ucraineană Васильки) este localitatea de reședință a comunei Vasîlkî din raionul Lohvîțea, regiunea Poltava, Ucraina.

## Demografie
Componența lingvistică a localității Vasîlkî
     Ucraineană (97,91%)
     Rusă (2,09%)
Conform recensământului din 2001, majoritatea populației localității Vasîlkî era vorbitoare de ucraineană (97,91%), existând în minoritate și vorbitori de rusă (2,09%).